# 艮山口站
艮山口站是位于湖南省怀化市靖州苗族侗族自治县渠阳镇艮山口管委会的一个铁路车站，有焦柳铁路经过该站。车站隶属广铁集团怀化车务段，客运每日有怀化至塘豹的慢车停靠，货场办理货运业务。
车站建于1978年，原有3条到发线；2020年焦柳铁路电气化工程中新建一条到发线。